# Don (Yorkshire)
Pour les articles homonymes, voir Don.
Le Don est une rivière du Yorkshire du Sud, Angleterre, et un affluent de l'Ouse, donc un sous-affluent de la Trent. 

## Géographie
La rivière prend sa source au cœur de la chaîne des montagnes des Pennines et coule à travers Penistone, Sheffield, Rotherham, Mexborough, Conisbrough, Doncaster et Stainforth. Elle rejoint l'Ouse à Goole, Yorkshire de l'Est.
La nature industrielle de la région mena à une sévère pollution de la rivière, depuis le déclin de l'industrie lourde la santé de la rivière s'est améliorée et du saumon a été observé aussi loin en amont que Doncaster.
Des figuiers poussent le long de la rivière à Sheffield grâce aux températures supérieures présente aux alentours des usines.